# Massarosa
Massarosa és un municipi italià, situat a la regió de la Toscana i a la província de Lucca. L'any 2004 tenia 21.620 habitants.